# Берёзовское сельское поселение (Костромская область)
Берёзовское се́льское поселе́ние — муниципальное образование в Галичском районе Костромской области.
Административный центр — село Берёзовец.

## История
Берёзовское сельское поселение образовано 30 декабря 2004 года в соответствии с Законом Костромской области № 237-ЗКО, установлены статус и границы муниципального образования.
В 2009 году в ходе укрупнения сельских поселений Галичского района в состав Березовского сельского поселения были включены населенные пункты упразднённого Муравьищенского сельского поселения.
До объединения в состав Берёзовского сельского поселения входили следующие населённые пункты:
- село: Бёрезовец.
- деревни: Артёмово, Вдовье, Верково, Гора Шабаново, Емельяново, Заднево, Закастье, Кишкино, Коптево, Куфтино, Ладыгино, Нероново, Ромашково, Рожново, Рябинкино, Середнево, Ступино, Феднево, Фомицино.
- посёлок: Шиханово.

В состав Муравьищенского сельского поселения входили:
- село: Муравьище.
- деревни: Губино, Голчино, Галузино, Занино, Матюково, Сидорово, Щедрино.

## Население
| 2008 | 2010 | 2012 | 2013 | 2014 | 2015 | 2016 |
| ---- | ---- | ---- | ---- | ---- | ---- | ---- |
| 857  | ↘701 | ↘672 | ↘653 | ↘643 | ↘629 | ↘603 |
| 2017 | 2018 | 2019 | 2020 | 2021 |      |      |
| ↘578 | ↗581 | ↘558 | ↗564 | ↗605 |      |      |

## Состав сельского поселения
| №  | Населённый пункт | Тип населённого пункта       | Население |
| -- | ---------------- | ---------------------------- | --------- |
| 1  | Артёмово         | деревня                      | →2        |
| 2  | Берёзовец        | село, административный центр | ↘363      |
| 3  | Вдовье           | деревня                      | →22       |
| 4  | Верково          | деревня                      | →4        |
| 5  | Галузино         | деревня                      | →7        |
| 6  | Голчино          | деревня                      | →2        |
| 7  | Гора Шабаново    | деревня                      | →0        |
| 8  | Губино           | деревня                      | →0        |
| 9  | Емельяново       | деревня                      | →0        |
| 10 | Заднево          | деревня                      | →3        |
| 11 | Закастье         | деревня                      | →4        |
| 12 | Занино           | деревня                      | ↘3        |
| 13 | Кишкино          | деревня                      | →3        |
| 14 | Коптево          | деревня                      | →7        |
| 15 | Куфтино          | деревня                      | →0        |
| 16 | Ладыгино         | деревня                      | ↘208      |
| 17 | Матюково         | деревня                      | →27       |
| 18 | Муравьище        | село                         | ↘68       |
| 19 | Нероново         | деревня                      | →0        |
| 20 | Рожново          | деревня                      | →28       |
| 21 | Ромашково        | деревня                      | →0        |
| 22 | Рябинкино        | деревня                      | ↘18       |
| 23 | Середнево        | деревня                      | →6        |
| 24 | Сидорово         | деревня                      | →5        |
| 25 | Ступино          | деревня                      | →3        |
| 26 | Феднево          | деревня                      | ↘42       |
| 27 | Фомицино         | деревня                      | →0        |
| 28 | Шиханово         | посёлок                      | →2        |
| 29 | Щедрино          | деревня                      | →3        |